# Прапор Мурсії (автономної спільноти)
Прапор спільноти Мурсія був визначений у статті 4.1 Статуту автономії спільноти Мурсія, яка встановлювала наступне:
Прапор спільноти Мурсія є прямокутним і складається з чотирьох замків із зубцями, у верхньому лівому куті, розташованих у два ряди, і семи королівських корон у нижньому правому куті, розташованих в чотири ряди, візерунком відповідно один, три, два і один; на малиновому або карміновому червоному тлі
Чотири замки згадують історію регіону як прикордонної зони між Арагонською короною та Кастильським королівством, а також Насрідським Гранадським Еміратом та Середземним морем: чотири території суші та моря, християни та мусульмани, авантюристи та воїни, усі з яких створили окрему мурсійську культуру. Чотири замки також можуть стосуватися чотирьох володінь, які спочатку розділили територію після того, як її завоював Альфонсо X Кастильський.
Сім корон були надані королівству Мурсія кастильською короною. Перші п'ять корон були надані Альфонсо X 14 травня 1281 року, коли він надав штандарт і муніципальну печатку столиці Мурсії. Шоста корона була дарована Педром Кастильським 4 травня 1361 року на честь лояльності Мурсії, виявленої справи Педро під час війни двох Педрів.
Сьому корону надав Філіп V 16 вересня 1709 року на честь лояльності Мурсії, виявленої справи Філіпа під час війни за іспанську спадщину.

## Колишні прапори

Перший штандарт Королівства Мурсія(до 1361 р.)
Штандар Королівства Мурсія як частини Корони Кастилії (1266–1361)
Штандар Королівства Мурсія як частини Корони Кастилії (1361)
Штандар Королівства Мурсія як частини Корони Кастилії (1361–1575 рік)
Провінція Мурсія (1976–82)
Прапор мурсіанства

## Зовнішні посилання
- (ісп.) La bandera y el escudo de la Región de Murcia
- (ісп.) Bandera y escudo de Murcia [Архівовано 2014-07-14 у Wayback Machine.]
- (ісп.) Las 7 coronas y los 4 castillos, en la bandera de la Región de Murcia
- (ісп.) Bandera de la Comunidad